# Lesueurigobius sanzi
Lesueurigobius sanzi är en fiskart som först beskrevs av De Buen, 1918.  Lesueurigobius sanzi ingår i släktet Lesueurigobius och familjen smörbultsfiskar. Inga underarter finns listade i Catalogue of Life.